# Callistemon viminalis

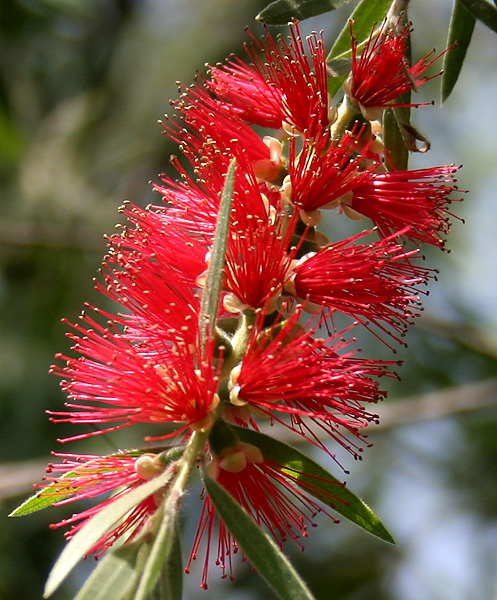
Inflorescència

Callistemon viminalis és una espècie de planta de la família de les Mirtàcies que es distribueix per Nova Gal·les del Sud i Queensland a Austràlia, en concret es troba de manera natural a la costa est d'Austràlia des del cap de York fins al nord-est de Nova Gal·les del Sud. És un arbre perenne que es troba en sòls fèrtils ben drenats, al llarg de cursos d'aigua. És una espècie de la que s'usa la fusta per a fer estris.

## Descripció
Es tracta d'un arbust o un petit arbre de fins a 8 m d'alçada. També s'han registrat exemplars més grans de fins a 18 m d'alçada.
Les fulles són lanceolades de 3-6 mm d'ample per 40-70 mm de llarg, però les formes del nord tenen una fulla de forma més el·líptica.
Les flors es presenten en espigues de 40-150 mm de llarg amb estams vermells prominents de 15-25 mm de llarg. Els pètals són de color verdós o pàl·lid, minúsculs, discrets i en alguns casos caducifolis. L'època màxima de floració és a finals de la primavera i és comú que l'espècie floreixi a la primavera i la tardor o tingui un petit nombre de flors durant tot l'any.
Els fruits fan 5-6 mm de diàmetre i la llavor es manté durant unes quantes temporades. Un nou creixement emergeix dels extrems de la inflorescència i les fulles joves tenen pèls de color bronzejat.

## Cultiu
Callistemon viminalis és extremadament adaptable en cultiu. Per obtenir uns resultats òptims, s'ha de plantar en sòl humit i ben drenat a ple o parcial sol. L'espècie és susceptible a danys per gelades i creixerà en sòls gruixuts d'aigua en situacions ombrívoles humides o fins i tot en climes on hi ha prou reg suplementari.
És una espècie valuosa en el paisatgisme, sent útil com a planta pantalla, en el control de l'erosió o com a exemplar o arbre de carrer.